# Leandro Fernández de Moratín
Leandro Fernández de Moratín (Madrid, 10 de março de 1760 — Paris, 2 de junho de 1828) foi um  dramaturgo e poeta espanhol, o mais relevante autor de teatro do século XVIII espanhol.

## Biografia
Nasceu em Madrid em 1760, de nobre família asturiana. Seu pai era o poeta, dramaturgo e advogado Nicolás Fernández de Moratín e a sua mãe Isidora Cabo Conde. Criou-se num ambiente onde eram frequentes as discussões literárias, pois seu pai Nicolás foi um homem dedicado às letras. Aos quatro anos, enfermou de varíola, o que afetou o seu caráter. Não cursou estudos universitários pela oposição de seu pai, e começou a trabalhar como oficial numa joalharia.
Aos dezanove anos, em 1779, conseguiu o segundo prêmio de poesia no concurso público convocado pela Academia. Em 1782 ganhou o segundo prêmio com a sua Lección poética (Lição poética). Em 1787, e graças à amizade de Jovellanos, empreendeu uma viagem a Paris na qualidade de secretário do conde de Cabarrús, então encarregado duma missão a Paris. Voltou para Madrid, obteve o seu primeiro grande sucesso com a publicação da sátira La derrota de los pedantes. O Conde de Floridablanca fez-lhe então a mercê de um benefício de trezentos ducados, e Moratín ordenou-se de primeira tonsura, requisito indispensável para poder gozar do benefício. A pouco de chegar Godoy ao poder, Moratín conseguiu a proteção deste, que lhe ajudou a estrear as suas comédias e acrescentou a sua renda com outras sinecuras eclesiásticas.
Durante cinco anos viajou por Europa, regressando a Madrid em 1797 para ocupar o cargo de secretário de Interpretação de Línguas, que lhe permitia viver sem apuros econômicos.
Em 1808, com a queda de Godoy, tomou partido pelos franceses e chegou a ser nomeado bibliotecário maior da Real Biblioteca pelo rei José Bonaparte. A partir de então foi riscado de "afrancesado" pelo qual teve de se refugiar em Valência, Peníscola e Barcelona após a mudança política.
Além de autor teatral, foi Moratín um impulsionador da reforma teatral do seu tempo, e  um dos fundadores da historiografia teatral espanhola. Os seus Orígenes del teatro español (Origens do teatro espanhol), obra que deixou inédita e que foi publicada em 1830-1831 pela Real Academia da História, é um dos primeiros estudos sérios e documentados do teatro espanhol anterior a Lope de Vega. É também de grande interesse o "Prólogo" à edição parisina das suas obras em 1825, na qual resume, de uma perspectiva classicista, a história do teatro espanhol do século XVIII.
Morreu em Paris em junho de 1828. Os seus restos repousam num mausoléu conjunto com Juan Meléndez Valdés e Juan Donoso Cortés, obra de Ricardo Bellver no Cemitério de San Isidro (Madrid).

## Obra dramática
É o mais importante autor dramático da escola neoclássica espanhola. As suas máximas são: o teatro como deleite e instrução moral (escola de bons costumes) e uma ação que imite de jeito verossímil a realidade. Daí nasce a afeição pelas regras dramáticas em todas as suas facetas, especialmente a regra das três unidades: a de unidade de ação, de lugar e tempo.
A separação de gêneros realizou-a com precisão; não escreveu tragédias, em que pese a ser um gênero muito em voga no Neoclassicismo europeu. O seu caráter levou-o para a comédia, gênero que define dizendo: "pinta os homens como sãos, imita os costumes nacionais existentes, os vícios e erros comuns, os incidentes da vida doméstica; e destes acontecimentos, desses privados interesses, forma uma fábula verossímil, instrutiva e agradável".

### Teoria da comédia
A exposição mais extensa das suas ideias sobre a comédia encontra-se no 'Prólogo' que compôs para acompanhar a edição definitiva das suas obras publicada em Paris em 1825. Falando de si mesmo em terceira pessoa, o dramaturgo proporciona, entre outras muitas doutrinas sobre o teatro, a sua definição do gênero cômico: "imitação em diálogo (escrito em prosa ou em verso) de um acontecimento ocorrido num lugar e em poucas horas entre pessoas particulares, por meio do qual […] resultam postos em ridículo os vícios e erros comuns na sociedade, e recomendadas por conseguinte a verdade e a virtude".

### El viejo y la niña("O velho e a menina")
A primeira comédia escrita por Dom Leandro foi estreada a  22 de maio de 1790, mas a sua gênese e redação remontam a vários anos antes, talvez a 1783. O propósito do autor é condenar uma união que não devia ter-se efetuado, não apenas pela desigualdade na idade dos cônjuges, mas sobretudo pelo interesse e o engano com que foi concertada.

### La comedia nueva("A comédia nova")
A companhia de Eusébio Ribera estreou a  7 de fevereiro de 1792 no Teatro do Príncipe A comédia nova. A comédia foi representada sete dias com uma entrada aceitável, e seria reposta com frequência durante os anos seguintes. A comédia estava terminada em dezembro de 1791.
Trata-se de uma obra prima da sátira teatral. O assunto é a estreia de uma "comédia nova", O grande cerco de Viena, escrita pelo ingênuo e inexperto na escrita dramática dom Eleuterio Crispín de Andorra. O apelativo de "comédia nova" dava-se a uma obra  publicada ou representava pela primeira vez, em oposição às "antigas" (ou seja, as do Século de Ouro), e às de repertório, estreadas em data anterior. No café no qual se desenvolve a ação decorre uma animada discussão entre partidários e detratores da comédia, que representa o tipo de teatro que triunfava então nos palcos madrilenos. Assim consegue Moratín, mediante um artifício meta-teatral, dar ideia dos absurdos e despropósitos do teatro do seu tempo.
Já nos seus comentários a A comédia nova ocupou-se Moratín de documentar minuciosamente todas as particularidades da comédia heroica de Dom Eleutério, desde o mesmo título, remedo de tantas comédias que narravam cercos e tomadas de cidades, até as cenas de falsos diálogos em forma de solilóquios simultâneos, passando pelas descrições de fomes pavorosas.
A obra está escrita em prosa, forma de escrever teatro pouco comum na década de 1790. Dramas como O delinquente honrado de Jovellanos são praticamente os únicos em prosa escritos até então.
Os cafés eram uma das novidades da Espanha do século XVIII, como o foram no restante da Europa. Esta moda encontrou o seu reflexo no teatro: Carlo Goldoni tinha escrito uma comédia intitulada La bottega del caffè, conhecida sem dúvida por Moratín, pois em A comédia nova é empregue alguma situação da obra goldoniana, como é o relógio parado do pedante.
A comédia tem um feitio técnico perfeito, um exemplo de ajuste às normas neoclássicas. As unidades seguem-se rigorosamente. A sala do café é o único espaço no que decorre toda a ação. A unidade de tempo é tão perfeita que é uma das poucas obras nas que se cumpre o ideal de que a representação dure exatamente o mesmo que a ação dramática.

### El barón("O barão ")
Em 1787 a condessa de Benavente encomendou-lhe escrever uma zarzuela. Fazendo das tripas coração, escreveu O barão, zarzuela em dois atos. Não seria representada nunca, mas correu manuscrita e, durante a viagem a Itália, uma adaptação foi feita sem licença do autor que, com música de José Lidón, chegou aos palcos. Moratín recuperou a obra e decidiu converti-la em comédia. Assim o fez, e foi estreada por volta de 1803 .

### La mojigata
Também desta comédia começaram a circular cópias manuscritas a partir de 1791. Foi representada a  19 de maio de 1804. Com esta obra Moratín seguia com a sua análise do problema da educação feminina nas suas repercussões sociais.

### El sí de las niñas("O sim das meninas")
É uma comédia que trata sobre Dona Paquita, uma jovem de 16 anos obrigada pela sua mãe Dona Irene a casar-se com Dom Diego, um sensível e rico cavaleiro de 59 anos. Contudo, este ignora que Dona Paquita está enamorada de um tal 'Dom Félix', que na realidade se chama Dom Carlos, e é sobrinho de Dom Diego. Com este triângulo amoroso como argumento desenvolve a obra, cujo tema principal é a opressão das jovens forçadas a obedecer à sua mãe e entrar num casal desigual e neste caso com uma grande diferença de idade.
A chave da obra encontra-se na contradição que caracteriza Dom Diego no tema da educação dos jovens e da escolha de estado: a sua prática, a sua atuação, não concorda com a teoria. Pede liberdade para a escolha de estado (uma liberdade negada então aos jovens), critica a falsa concepção da autoridade por parte dos pais: quer que Paquita elija com liberdade.
Porém, na prática, Dom Diego, o protetor do seu sobrinho Carlos, comete com ele os mesmos erros que critica na teoria. Esta contradição entre a teoria e a prática é o fio que conduz o argumento teatral.

## La derrota de los pedantes
A obra em prosa mais conhecida de Moratín é La derrota de los pedantes, artifício alegórico, composto à maneira da Viagem do Parnaso cervantina: as Musas, ajudadas pelos bons poetas, arrojam do Parnaso os maus escritores. Muitas das suas burlas vão contra os tópicos dos poetas, mas outras dirigem-se contra autores concretos que são citados ou que, pelos dados aduzidos, podem ser reconhecidos facilmente. A cultura e o gosto artístico de Moratín fazem da geralidade dos seus julgamentos certeiras definições.

## Obra poética

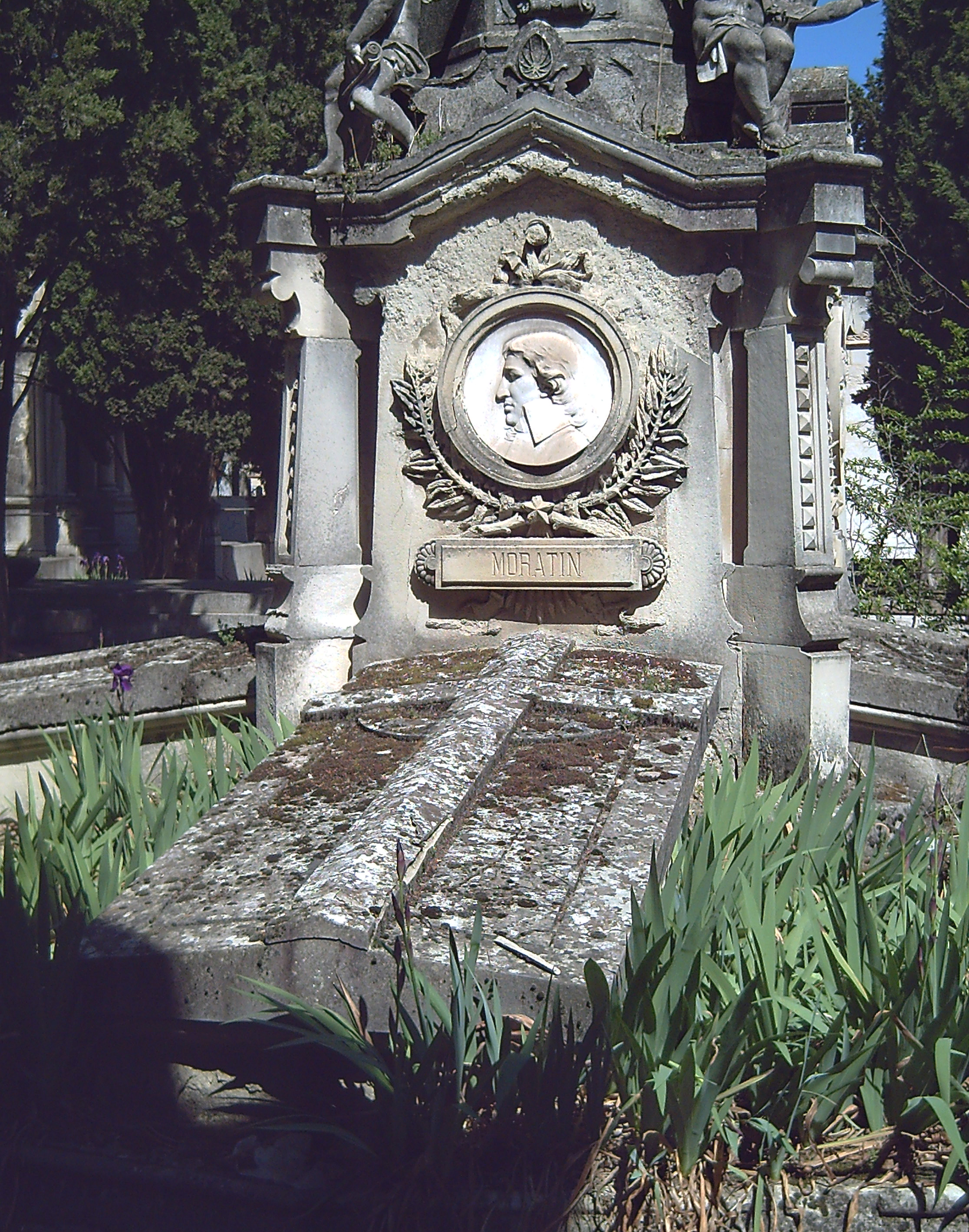
Tumba de Moratín em Madrid.

O tomo III das Obras dramáticas y líricas de 1825 está dedicado à lírica. A sua obra abrange quase cinquenta anos de dedicação à poesia, que deram como fruto pouco mais de um centenar de poemas: cento nove poemas seguros mais um atribuído recolhe Pérez Magallón na sua edição das Poesias completas de Leandro. Moratín é autor de um centenar de composições poéticas: nove epístolas, doze odas, vinte e dois sonetos, nove romances, dezessete epigramas, etc.
Moratín, na qualidade de lírico, não pode ser considerado um poeta de originalidade e fantasia de primeira fila.
- A tomada de Granada (1779) é um poema muito breve, em quartetos hendecassílabos não rimados, e no que versa a tomada de Granada pelos Reis Católicos.
- Na Sátira contra los vicios, Moratín revela-se como batalhador, frente aos poetas do seu tempo. A Sátira finge aconselhar aos poetas para que se expressem nos modos que, pelo contrário, Moratín despreza e recusa enquanto típicos da poesia "barroca".
- As epístolas. As nove epístolas inspiram-se numa ampla gama de temas e circunstâncias. Três delas estão dirigidas ao "Príncipe da Paz".
- As doze odas, a imitação de Horácio. São interessantes de por si por causa da variedade da versificação, que vai dos metros solenes que recordam os clássicos até os modernos metros leves. É muito ampla a gama de temas. Os há muito próximos do espírito horaciano ("La Nísida", "A los colegiales de San Clemente de Bolonia"). Outros temas são amorosos, ou simplesmente galantes (como "La Rosinda, histrionisa", e à formosa atriz Maria del Rosario Fernández, chamada "a Tirana"). Finalmente, também tem odas inspiradas em outros sentimentos, como as que dedica a seres queridos desaparecidos, por exemplo ao pai, ou ausentes, como a Jovellanos.
- Na tradução de nove odas de Horácio, o que mais surpreende, à parte da evidente preocupação formal que se manifesta também na seleção dos metros, é a identidade entre o pensamento do poeta latino e o de Moratín na visão das coisas humanas.
- Do ponto de vista formal, os sonetos corroboram a habilidade de Moratín enquanto a facilidade e fluidez de versificação. Do ponto de vista dos temas que trata, estes poemas abrangem uma ampla gama, se bem que uma grande parte de eles inspiram-se em coisas ou pessoas de teatro.
- Nos nove romances com uma ampla gama de temas: políticos, de polêmica literária, pessoais, e de circunstâncias.
- Muitos dos dezessete epigramas são lampejos de sátira, por vezes ferozes.
- A Elegia às Musas, a obra mestra de Moratín, além de ser mais conseguida do ponto de vista poético, é indubitavelmente a mais significativa dessas composições. Lázaro Carreter afirma que, neste último poema, Moratín toca o cume da lírica espanhola.